# Německé volby do říšského sněmu 1932 (červenec)
Německé federální volby konané 31. července 1932 byly v pořadí sedmé volby do říšského sněmu Výmarské republiky. Poprvé slavili volební vítězství nacisté, kteří posílili o 123 křesel, nepodařilo se jim ale získat absolutní většinu ve sněmu (celkem 608 křesel). S první porážkou od roku 1919 se musela vyrovnat Sociálnědemokratická strana Německa, na jejíž úkor získali komunisté.

## Předcházející události
Od roku 1929 se Německo neúspěšně potýkalo v Velkou hospodářskou krizí. Nezaměstnanost stoupla v období 1929 - 1932 z 8,5 % na téměř 30 %. Od března 1930 vládla menšinová vláda Heinricha Brüninga (tzv. Prezidentský kabinet), která pro prosazování své politiky drastických úspor používala prezidentských „nouzových dekretů“ (více: článek 48). Pro určité zákony nemusel kabinet žádat o schválení směnu, ale stačil pouze prezidentův podpis. Parlamentarismus Výmarské republiky byl výrazně oslaben a moc se koncentrovala v okolí říšského prezidenta Hindenburga, tj.v rukou průmyslníků, velkostatkářů a armádních špiček. Po volbách v září 1930, ve kterých se nacisté stali druhou nejsilnější stranou, byl směn výrazně roztříštěný a nebylo možné složit stabilní vládu. Sociální demokraté ve stínu rostoucí síly nacistů nakonec kývli na pokračování tolerance Brüningovy menšinové vlády jako na nejmenší zlo.
Kancléři Brüningovi se ale nedařilo vypořádat s neutěšenou hospodářskou situací, a tak ho nechal prezident Hindenburg po návrhu generála Schleichera v dubnu 1932 odvolat. Hindenburgovi spojenci následně začali jednat s nacisty o možné podpoře nové vlády. Ti ji slíbili za podmínek, že budou vypsané nové parlamentní volby a bude opět povolena jejich polovojenská organizace SA. Hindenburg s těmito podmínkami souhlasil a jmenoval novým kancléřem Franze von Papena z Centra, který byl blízkým přítelem generála Schleichera. Po přijmutí funkce byl Papen okamžitě ze své vlastní strany vyloučen. Dne 1. června 1932 představil svou novou vládu, kterou tvořili povětšinou nestraníci s akademickým titulem nebo šlechtickým původem. Levicový tisk ji překřtil na vládu baronů. Nacisté dostáli svým slibům a vládu při žádosti o důvěru podpořili. Kabinet měl ve sněmu jinak mizivou podporu a pouze tři dny po jmenování vyvolali sociální demokraté hlasování o nedůvěře, kterou vláda neustála. Směn byl rozpuštěn a nové volby byly vypsány na 31. červenec 1932.

## Volební kampaň
Komunisté se před volbami vehementně brojili proti výsledkům konference v Lausanne, podle které bylo placení válečných reparací pouze pozastaveno ale ne zrušeno. Stavěli se proti sociálním demokratům, které obviňovali ze sociálního fašismu, vládě, kterou považovali za buržoazní, a v neposlední straně proti nacistům. Jejich polovojenská organizace Roter Frontkämpferbund sváděla nestálé bojůvky jak s Železnou frontou sociálních demokratů, tak s nacisty z SA. Volební kampaň se stala nejnásilnější za celou historii Výmarské republiky. Při šarvátkách zemřelo 99 lidí a na 1 200 jich bylo zraněno. Nejhorším střetem se stala tzv. Altonská krvavá neděle ze 17. července 1932 v Hamburku, při které zemřelo 18 lidí.
Krvavého střetu v Hamburku využil kancléř Papen, který prohlásil zemskou vládu Pruska za nekompetentní k vykonávaní svých povinností. S pomocí prezidenta Hindenburga a jeho nouzového dekretu odstavil 20. července 1932 demokraticky zvolenou vládu od moci a sám se prohlásil říšským komisařem pro Prusko. Vláda nad největší a nejdůležitější spolkovou zemí Německa přešla přímo na Papenův kabinet. V Berlíně byl vyhlášen nouzový stav, který trval do 26. července 1932. Celá událost vstoupila do dějin jako Pruský puč.
Mezitím probíhala volební kampaň dál. Nacisté ji postavily především na charisma Adolfa Hitlera a do voleb šli s heslem: „Práce a chléb“. Představili nový hospodářský program pro okamžité oživení ekonomiky a tvorbu pracovních míst. Sociální demokraté naopak viděli řešení celé situace ve znárodňování.

## Výsledky
I přes neutuchající násilí v ulicích byla volební účast rekordní. K volebním urnám si našlo cestu 84,1 % oprávněných voličů. Jasným vítězem se stali nacisté, kteří si zdvojnásobili počet mandátů. NSDAP se ziskem 37,3 % (tj. 230 mandátů) chybělo k absolutní většině ve sněmu 74 křesel. Sociální demokraté, kteří zvítězili ve všech volbách do sněmu od roku 1890, získali téměř o 100 mandátů méně a museli se vyrovnat s první volební porážkou od vzniku Výmarské republiky. Ani komunisté nedokázali využít hospodářské krize ve svůj prospěch a ač získali o 1,2 % více než v předchozích volbách, jejich zisky byly minimální v porovnání s nacisty. Po volbách si mírně polepšily katolické strany (tj. Centrum a bavorští lidovci). Ostatní strany musely počítat ztráty. Liberálové (lidovci a němečtí demokraté), kteří byli členy většiny předchozích vlád, ztratili téměř všechna křesla a stali ve sněmu zcela bezvýznamnými. Stejně dopadly i ostatní menší strany, jejichž voliče přebrali nacisté.
Při detailnějším pohledu na nacistické vítězství zjistíme, že se Hitlerovi podařilo oslovit především samostatně výdělečné osoby (řemeslníky, zemědělce a obchodníky) a i mnoho nevoličů a prvovoličů. Strana byla úspěšnější na venkově než ve městě a lepších výsledků dosáhla v protestantských oblastech než v těch katolických. Nejsilnější byla v severním a východním Německu. Absolutně nejvíce hlasů získal Hitler ve Šlesvicku-Holštýnsku a to 51 %. Nejhorších výsledků dosáhla strana v katolických oblastech na jihu a západě země. Katolické Centrum dokázalo zvítězit v Horním Slezsku, jižním Bavorsku a v Porýní. Výjimku tvořilo hlavní město Berlín, kde slavili vítězství komunisté.

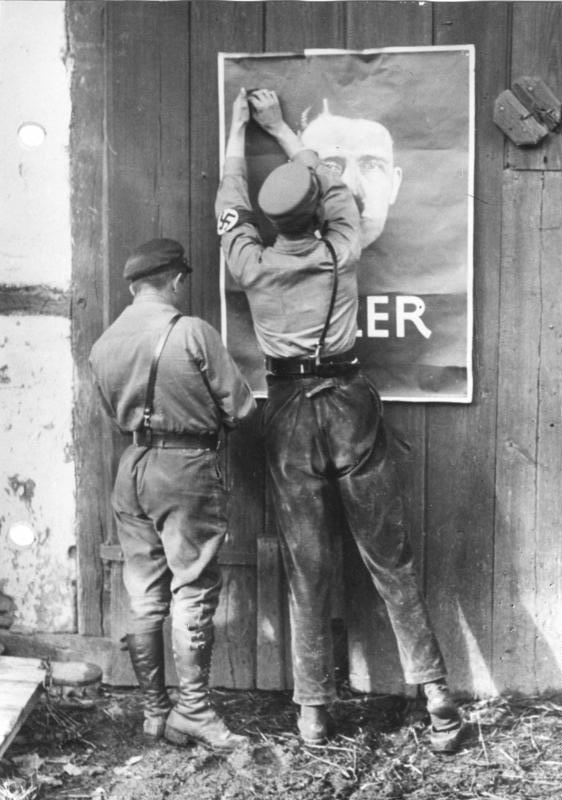
Příslušníci SA při kampani v Meklenbursku

| Politická strana | Politická strana                                      | Hlasy v % (změna) | Hlasy v % (změna) | Mandáty (změna) | Mandáty (změna) |
| ---------------- | ----------------------------------------------------- | ----------------- | ----------------- | --------------- | --------------- |
|                  | Národně socialistická německá dělnická strana (NSDAP) | 37,3              | ▲ +19,0           | 230             | ▲ 123           |
|                  | Sociálnědemokratická strana Německa (SPD)             | 21,6              | ▼ -2,9            | 133             | ▼ -10           |
|                  | Komunistická strana Německa (KPD)                     | 14,3              | ▲ +1,2            | 89              | ▲ +12           |
|                  | Centrum (Z)                                           | 12,4              | ▲ +0,6            | 75              | ▲ +7            |
|                  | Německá národně lidová strana (DNVP)                  | 5,9               | ▼ -1,1            | 37              | ▼ -4            |
|                  | Bavorská lidová strana (BVP)                          | 3,2               | ▲ +0,2            | 22              | ▲ +3            |
|                  | Německá lidová strana (DVP)                           | 1,2               | ▼ -3,3            | 7               | ▼ -23           |
|                  | Německá státní strana (DStP)                          | 1,0               | ▼ -2,8            | 4               | ▼ -16           |
|                  | Křesťanská sociální služba (CSVD)                     | 1,0               | ▼ -2,5            | 3               | ▼ -11           |
|                  | Říšská strana německé střední třídy (WP)              | 0,4               | ▼ -3,4            | 2               | ▼ -21           |
|                  | Německá rolnická strana                               | 0,4               | ▼ -0,5            | 2               | ▼ -4            |
|                  | Zemědělská liga                                       | 0,3               | ▼ -0,3            | 1               | ▼ -1            |
|                  | Křesťanskonárodní strana rolníků a zemědělců (CNBL)   | 0,3               | ▼ -2,9            | 1               | ▼ -18           |
|                  | Říšská strana za občanská práva a deflaci             | 0,1               | ▲ +1              | 1               | ▲ +1            |
| Celkem           | Celkem                                                | 100,0             |                   | 608             | +31             |

## Sestavování vlády
Po volbách pokračovaly násilné střety mezi příznivci nacistů a komunistů a mrtví přibývali na obou stranách. Ani nacisté, ani sociální demokraté a ani prezident Hindenburg neměli v parlamentu většinu a koaliční jednání se zdála předem beznadějná. K tomu všemu měli společně nacisté a komunisté ve sněmu absolutní většinu a mohli vyslovit nedůvěru jakékoliv vládě. Po volbách ukončil Hitler toleranci Papenovy vlády a odmítl nabídku generála Schleichera na vstup do ní. Místo toho chtěl vytvořit vládu vlastní a neúspěšně se pokusil o sestavení koalice s katolíky z Centra a Bavorské lidové strany. Centrum ale nakonec podpořilo nacistu Göringa na pozici prezidenta říšského směnu. Sněm se poprvé sešel 12. září 1932 a Papenova vláda nedostala podle předpokladů důvěru. Prezident Hindenburg sněm následně rozpustil a vypsal nové volby na listopad 1932.

### Přehled vlád
- Kabinet F. von Papena (-) koalice nestraníků a DNVP (1. červen — 3. prosinec 1932)